# Политические партии Литвы
На 16 марта 2016 года в Литве Министерством юстиции зарегистрировано 38 политических партий, из них 11 в процессе ликвидации. Право участвовать в выборах 2016 года имеют 23 партии.
Для регистрации партии согласно законодательству Литовской республики требуется набрать не менее двух тысяч учредителей, которые собравшись вместе должны принять устав и программу партии, а также выбрать органы управления.

## Основные партии Литвы
Ниже перечислены политические партии Литвы, которые представлены в парламенте на уровне фракций.
| Название | Название                                          | Оригинальное название                                          | Лидер партии             | Руководитель фракции | Идеология                                                    | Сейм | ЕП |
| -------- | ------------------------------------------------- | -------------------------------------------------------------- | ------------------------ | -------------------- | ------------------------------------------------------------ | ---- | -- |
|          | Союз Отечества — Литовские христианские демократы | лит. Tėvynės sąjunga - Lietuvos krikščionys demokratai, TS-LKD | Габриэлюс Ландсбергис    | Андрюс Вишняускас    | Консерватизм, христианская демократия, литовский национализм | 50   | 3  |
|          | Союз крестьян и зелёных Литвы                     | лит. Lietuvos valstiečių ir žaliųjų sąjunga, LVŽS              | Рамунас Карбаускис       | Аушрине Норкене      | Аграризм                                                     | 18   | 1  |
|          | Демократический союз «Во имя Литвы»               | лит. Demokratų sąjunga „Vardan Lietuvos“, DSVL                 | Саулюс Сквернялис        | Саулюс Сквернялис    | Зелёная политика, Социал-демократия                          | 15   | 1  |
|          | Литовская социал-демократическая партия           | лит. Lietuvos Socialdemokratų Partija, LSDP                    | Вилия Блинкявичюте       | Раса Будбергите      | Социал-демократия                                            | 14   | 2  |
|          | Движение либералов                                | лит. Lietuvos Respublikos Liberalų sąjūdis, LRLS               | Виктория Чмилите-Нильсен | Эугениюс Гентвилас   | Либерализм, популизм                                         | 12   | 1  |
|          | Партия свободы                                    | лит. Laisvės partija                                           | Аушрине Армонайте        | Витаутас Миталас     | Социальный либерализм                                        | 10   | 1  |
|          | Партия регионов Литвы                             | лит. Lietuvos regionų partija, LRP                             | Йонас Пинскус            | Йонас Пинскус        | Социал-демократия, социал-консерватизм                       | 7    | 0  |

## Политические партии Литвы
На 2 октября 2014 года в Литве была зарегистрирована 41 партия.
| Название | Название                                          | Оригинальное название                                                                            | Лидер                            | Дата регистрации | Численность       | Идеология                                                    |
| -------- | ------------------------------------------------- | ------------------------------------------------------------------------------------------------ | -------------------------------- | ---------------- | ----------------- | ------------------------------------------------------------ |
|          | Движение либералов Литовской Республики           | лит. Liberalų Sąjūdis, LS                                                                        | Элигиюс Масюлис                  | 2006             | 6038              | Либерализм, популизм                                         |
|          | Демократическая партия труда и единства           | лит. Demokratinė darbo ir vienybės partija                                                       | Кристина Бразаускене             | 2012             | 1223              | Популизм                                                     |
|          | Жемайтийская партия                               | лит. Žemaitijos partija, ŽP                                                                      | Вацловас Василяускас             |                  | 1091 (28.05.2014) | Регионализм                                                  |
|          | Избирательная акция поляков Литвы                 | лит. Lietuvos lenkų rinkimų akcija, LLRA; пол. Akcja Wyborcza Polaków na Litwie, AWPL            | Вальдемар Томашевский            | 21 октября 1994  | 1520              | Польское меньшинство, консерватизм                           |
|          | Литовская гуманистическая партия                  | лит. Lietuvos humanistų partija, LHP                                                             | Леопольд Таракявичюс             | 1 июня 1990      | 300 (2005)        | Либерализм, права человека                                   |
|          | Партия зелёных Литвы                              | лит. Lietuvos žalioji partija, LŽP                                                               | Ева Будрайте                     | 1 августа 1990   | 2223              | Зелёная политика, экологизм                                  |
|          | Литовская народная партия                         | лит. Lietuvos liaudies partija, LLP                                                              | Андрюс Шеджюс                    |                  | 2499              | Левый центризм                                               |
|          | Литовская партия пенсионеров                      | лит. Lietuvos pensininkų partija, LPP                                                            | Витаутас Юргис Кадзис            | 12 октября 2007  | 2119              | Защита пенсионеров                                           |
|          | Литовская реформистская партия                    | лит. Lietuvos reformų partija, LRP                                                               | Альгирдас Пильвялис              | 24 июня 1996     |                   |                                                              |
|          | Литовская социал-демократическая партия           | лит. Lietuvos Socialdemokratų Partija, LSDP                                                      | Альгирдас Буткявичус             | 17 января 1990   | 21 847            | Социал-демократия                                            |
|          | Литовская христианско-демократическая партия      | лит. Lietuvos krikščioniškosios demokratijos partija, LKDP                                       | Але Юргайтене                    | 28 октября 2003  | 1102              | Христианская демократия                                      |
|          | Литовская центристская партия                     | лит. Lietuvos centro partija, LCP                                                                | Альбинас Станкус                 | 4 июля 2003      | 1059              | Центризм                                                     |
|          | Литовский социал-демократический союз             | лит. Lietuvos socialdemokratų sąjunga, LSDS                                                      | Арвидас Акстинавичюс             | 27 октября 1999  | 1178              | Социал-демократия                                            |
|          | Литовский союз крестьян и зелёных                 | лит. Lietuvos valstiečių ir žaliųjų sąjunga, LVŽS                                                | Рамунас Карбаускис               | 2005             | 3086              | Аграрианизм                                                  |
|          | Литовский союз свободы (либералы)                 | лит. Lietuvos laisvės sąjunga (liberalai), LLS                                                   | Артур Зуокас                     | 12 июля 2014     | 4249              | Либерализм                                                   |
|          | Литовский союз социальной справедливости          | лит. Lietuvos socialinio teisingumo sąjunga, LSTS                                                | Йонас Казимерас                  | 29 апреля 1996   |                   |                                                              |
|          | Литовский список                                  | лит. Politinė partija „Lietuvos sąrašas“                                                         | Дарюс Куолис                     |                  | 1144              | Популизм                                                     |
|          | «Молодая Литва»                                   | лит. Partija „Jaunoji Lietuva“, JL                                                               | Станисловас Бушкявичюс           | 2006             | 1007              | Национализм                                                  |
|          | Национальный союз                                 | лит. Tautininkų sąjunga, LTS                                                                     | Юлюс Панка                       | 17 декабря 2011  | 1649              | Национализм                                                  |
|          | Партия жемайтов                                   | лит. Žemaičių partija, ŽP                                                                        | Стасис Гвазаускас                | 13 февраля 2009  | 1198              | Регионализм                                                  |
|          | Партия зелёных Литвы                              | лит. Lietuvos žaliųjų partija, LŽP                                                               | Линас Бальсис                    | 11 мая 2011      | 2223              | Зелёная политика экологизм                                   |
|          | Партия людей Литвы                                | лит. Lietuvos žmonių partija                                                                     | Йоана Шиманаускене               | 4 апреля 2012    | 1194              |                                                              |
|          | Партия малого и среднего бизнеса                  | лит. Smulkaus ir vidutinio verslo partija, SMEDA                                                 | Жанас Монгирдас                  | 2006             |                   | Защита предпринимателей                                      |
|          | Партия национального прогресса                    | лит. Tautos pažangos partija, TPP                                                                | —                                | 21 октября 1994  |                   |                                                              |
|          | Партия труда (лейбористы)                         | лит. Darbo partija (leiboristai), DP                                                             | Витаутас Гапшис Виктор Успасских | 25 ноября 2003   | 23 305            | Центризм, популизм                                           |
|          | Партия эмигрантов                                 | лит. Emigrantų partija                                                                           | Юозас Мураускас                  | 28 октября 2012  | 2147              | Защита литовской диаспоры                                    |
|          | «Порядок и справедливость»                        | лит. Tvarka ir teisingumas, TT                                                                   | Роландас Паксас                  | 2006             | 13 425            | Национал-консерватизм, популизм                              |
|          | Профсоюзный центр                                 | лит. Politinė partija „Profesinių sąjungų centras“                                               | Кястутис Юкнис                   |                  | 1083              |                                                              |
|          | «Путь мужества»                                   | лит. „Drąsos kelias“ politinė partija                                                            | Йонас Варкала                    | 19 марта 2012    | 1550              | Популизм                                                     |
|          | Республиканская лига Польская народная партия     | лит. Respublikonų lyga лит. Lietuvos lenkų liaudies partija, LLLP пол. Polska partia ludowa, PPL | Ян Шибаковски                    | 23 сентября 2002 |                   | Польское меньшинство                                         |
|          | Республиканская партия                            | лит. Respublikonų partija, RP                                                                    | Валдемарас Валькюнас             | 6 февраля 1991   | 1279              | Евроскептицизм, изоляционизм                                 |
|          | Русский альянс                                    | лит. Politinė partija „Rusų aljansas“, PPRA                                                      | Тамара Лоханкина                 | 16 октября 2002  | 1022              | Русское меньшинство                                          |
|          | Социалистический народный фронт                   | лит. Socialistinis liaudies frontas, SLF                                                         | Альгирдас Палецкис               | 1 июля 2008      | 1145              | Демократический социализм                                    |
|          | Союз борцов за Литву                              | лит. Kovotojų už Lietuvą sąjunga                                                                 | Витаутас Шустаускас              | 13 сентября 1994 | 1615              | Популизм                                                     |
|          | Союз национального единства                       | лит. Tautos vienybės sąjunga, TVS                                                                | Альгимантас Матулявичюс          | 2006             | 1099              | Национализм                                                  |
|          | Союз Отечества — Литовские христианские демократы | лит. Tėvynės sąjunga - Lietuvos krikščionys demokratai, TS-LKD                                   | Андрюс Кубилюс                   | 8 апреля 2004    | 14273             | Консерватизм, христианская демократия, литовский национализм |
|          | Союз русских Литвы                                | лит. Lietuvos rusų sąjunga, LRS                                                                  | Сергей Дмитриев                  | 28 октября 1995  | 1570              | Русское меньшинство                                          |

## Прекратившие существование партии
- 1988—1994 — Литовский национальный молодёжный союз «Молодая Литва» (лит. Lietuvių tautinio jaunimo sąjunga „Jaunoji Lietuva“, JL). Существовал в 1927—1940 годах. Идеология — национализм. Реорганизован в партию «Молодая Литва» и Литовский национальный союз молодёжи «Молодая Литва».
- 1990—2001 — Христианско-демократический союз (лит. Krikščionių demokratų sąjunga, KDS). Вошёл в состав партии Литовские христианские демократы (лит. Lietuvos krikščionys demokratai).
- 1990—2001 — Демократическая партия труда Литвы (лит. Lietuvos demokratinė darbo partija, LDDP). Объединилась в Литовскую социал-демократическую партию.
- 1990—2001 — Литовская крестьянская партия (лит. Lietuvos valstiečių partija, LVP). Объединилась с партией «Новая демократия — партия женщин».
- 1990—2002 — Партия независимости (лит. Nepriklausomybės partija, NP). Объединилась в Литовский правый союз.
- 1990—2003 — Союз либералов Литвы (лит. Lietuvos liberalų sąjunga, LLS). Объединился в партию Союз либералов и центра.
- 1990—2004 — Литовский союз политических заключённых и ссыльных (лит. Lietuvos politinių kalinių ir tremtinių sąjunga, LPKTS). Вошёл в состав партии Союз Отечества — Литовские христианские демократы.
- 1990—2008 — Литовские христианские демократы (лит. Lietuvos krikščionys demokratai, LCS). Объединились в партию Союз Отечества — Литовские христианские демократы.
- 1993—2003 — Литовский центристский союз (лит. Lietuvos centro sąjunga, LCS). Объединился в партию Союз либералов и центра.
- 1995—? — Литовская партия сельских хозяев (лит. Lietuvos ūkio partija). Ликвидирована.
- 1995—2001 — Новая Демократия — партия женщин (лит. Naujoji demokratija — Moterų partija, NDMP). Создана как Литовская женская партия (лит. Lietuvos moterų partijos, LMP). Объединилась с Литовской крестьянской партией.
- 1995—2004 — Литовская партия политических заключённых (лит. Lietuvos politinių kalinių partija, LPKP). Вошла в состав партии Союз Отечества — Литовские христианские демократы.
- 1995—2006 — Литовская партия справедливости (лит. Lietuvos teisingumo partija, LTP). Объединилась с партией Новый союз (социал-либералы).
- 1995—2009 — Литовская социалистическая партия (лит. Lietuvos socialistų partija, LSP). Идеология — марксизм, социализм. Вошла в Социалистический народный фронт.
- 1996—2000 — Непартийное движение «Выборы 96» (лит. Nepartinių judėjimas „Rinkimai 96“). Вошло в Союз «За исправление Литвы».
- 1996—2005 — Альянс граждан Литвы (лит. Lietuvos piliečių aljansas, LPA). Партия национальных меньшинств. Преобразована в Гражданскую демократическую партию.
- 1996—2009 — Литовская партия «Логика жизни» (лит. Lietuvos gyvenimo logikos partija, LGLP). Объединилась с партией Новый союз (социал-либералы).
- 1998—2003 — Современные христианские демократы (лит. Moderniųjų krikščionių demokratų, MKD). Объединились в партию Союз либералов и центра.
- 1998—2011 — Новый союз (социал-либералы) (лит. Naujoji sąjunga (socialliberalai)). Позиционировался как социал-либеральная партия, занимающая место в центре между социал-демократами слева и консерваторами и либералами справа. Лидером был Артурас Паулаускас. Была членом Либерального Интернационала и Европейской партии либеральных демократов и реформаторов. Объединилась с Партией Труда.
- 1999—2002 — Отечественная народная партия (лит. Tėvynės liaudies partija, TLP). Объединилась в партию Литовский правый союз.
- 1999—2008 — Литовская национально-демократическая партия (лит. Lietuvos nacionaldemokratų partija, LNDP). Идеология — национализм. Вошла в состав партии Единое литовское национально-трудовое движение (лит. Vieningasis Lietuvių Nacionaldarbininkų Sąjūdis — VLNDS).
- 2000—2007 — Литовский народный союз «За исправление Литвы» (лит. Lietuvos liaudies sąjunga „Už teisingą Lietuvą“, UTL). Образован в результате слияния Литовской народной партии и Непартийного движения «Выборы-96».
- 2001—2003 — Литовский правый союз (лит. Lietuvos dešiniųjų sąjunga, LDS). Объединился в Союз Отечества.
- 2003—? — Национальная партия «Путь Литвы» (лит. Tautinė partija Lietuvos kelias, TPLK). Идеология — консерватизм, национализм. Создана доктором Лилианой Астрой для того, чтобы Литва противостояла глобализации. После 2004 года партия в парламентских выборах не участвовала.
- 2003—2014 — Союз либералов и центра (лит. Liberalų ir Centro Sąjunga, LiCS). Идеология — либерализм. Образован в результате объединения Союза либералов Литвы, Современных христианских демократов и Литовского центристского союза. В 2011 году партия поглотила остатки некогда популярной Партии национального возрождения. Объединилась в партию Литовский союз свободы (либералы).
- 2008—2009 — Партия «Фронт» (лит. Frontas, FP). Идеология — социализм. Лидер — Альгирдас Палецкис. Вошла в Социалистический народный фронт.
- 2008—2011 — Партия национального возрождения (лит. Tautos prisikėlimo partija, TPP). Влилась в партию Союз либералов и центра.
- 2008—2013 — Лейбористская партия (лит. Leiboristų partija, LP). Идеология — социал-демократия. Влилась в Партию труда.
- 2010—2013 — Христианская партия (лит. Krikščionių Partija, KP). Идеология — консерватизм. Создана в результате слияния Консервативного христианско-социального союза и Литовской христианско-демократической партии под руководством бывшего премьер-министра Литвы Гедиминаса Вагнорюса. Влилась в Партию труда.
- 2011—2014 — «Союз Да» (Возрождение Родины и перспектива) (лит. Politinė partija „Sąjunga Taip“, TAIP (Tėvynės atgimimas ir perspektyva)). Идеология — христианская демократия, либерализм. Была создана мэром Вильнюса Артурасом Зуокасом. Объединилась в партию Литовский союз свободы (либералы).

## Исторические партии
- Литовская социал-демократическая партия (лит. Lietuvos socialdemokratų partija, LSDP). Старейшая политическая партия Литвы. Была создана в 1896 году. В 1936 году деятельность партии была запрещена. Во время Второй мировой войны действовала в подполье. С 1947 по 1990 год вела работу в эмиграции.
- Литовская демократическая партия (лит. Lietuvių demokratų partija, LDP) (1902—1920). Выступала за автономию Литвы в Российской империи, за национальное единство, в поддержку богатых крестьян. Во время Первой мировой войны пережила несколько расколов и стала неактивной. Официально распущена в 1920 году.
- Литовский крестьянский союз (лит. Lietuvos valstiečių sąjunga, LVS) (1905—1922). Создан группой членов Литовской демократической партии. Занимал леволиберальные позиции, выступал за то, чтобы земля принадлежала только тем, кто на ней работает. Объединился в Литовский крестьянский народный союз.
- Литовский христианско-демократический союз (лит. Lietuvių krikščionių demokratų sąjunga, LKDS) (1905—1906). Не получив поддержки католической церкви, партия распалась.
- Национальная демократическая партия (лит. Tautiškoji demokratų partija, TDP) (1905—1913). Создана группой националистически настроенных членов Литовской демократической партии во главе с Йонасом Басанавичюсом. Выступала за политическую автономию Литвы, демократическое управление и самоуправление, исключительные права литовцев, литовского языка и культуры. После 1907 года активность партии почти прекратилась. Членом партии был Антанас Сметона.
- Партия национального прогресса (лит. Tautos pažangos partija, TNP) (1916—1924). Объединилась с Союзом литовских землевладельцев в Союз литовских националистов.
- Литовский социалистический народный союз (лит. Lietuvos socialistų liaudininkų sąjunga, LSLS) (1917—1918). Основан группой литовских депутатов Государственной думы из числа эсеров и трудовиков. После ряда расколов преобразован в Литовскую социалистическую народную революционную партию.
- Литовская социалистическая народная демократическая партия (лит. Lietuvos socialistų liaudininkų demokratų Partija, LSLDP) (1917—1922). Основана членами правого крыла Литовского социалистического народного союза. Объединилась в Литовский крестьянский народный союз.
- Литовская христианско-демократическая партия (лит. Lietuvių krikščionių demokratų partija, LKDP) (1917—1936). Боролась против левых революционных сил. Была одной из ведущих партий страны. Опасаясь резкого поворота Литвы влево, поддержала антидемократический переворот 1926 года и вошла в новое правительство. В 1927 году христианские демократы были исключены из правительства, а в 1936 году партия была запрещена.
- Литовская революционная социалистическая народная партия (лит. Lietuvos revoliucinių socialistų liaudininkų partija, LRSLP) (1918—1927). Была близка по идеологии к российским левым эсерам. В основном действовала нелегально. Преобразована в Литовский революционный социалистический максималистский союз.
- Коммунистическая партия Литвы (КПЛ) (лит. Lietuvos komunistų partija, LKP) (1918—1991). Долгое время действовала в подполье, подвергаясь репрессиям литовских властей. С 1940 по 1991 — правящая в Литовской ССР. В декабре 1989 часть литовских коммунистов вышли из КПСС и образовали КПЛ (самостоятельную), позднее Демократическая партия труда Литвы (ДПТЛ), оставшиеся создали КПЛ в составе КПСС. После августовских событий 1991 года и распада СССР КПЛ (КПСС) была запрещена, её структуры фактически разгромлены, руководство эмигрировало.
- Федерация труда Литвы (лит. Lietuvos darbo federacija, LDF) (1919—1944). Объединение литовских католических профсоюзов, а также политическая организация. Была создана под эгидой Литовской христианско-демократической партии. Активно участвовала в парламентских и муниципальных выборах как самостоятельно, так и в составе Христианско-демократического блока. С 1934 по 1942 годы носила название Литовский союз христианских трудящихся (лит. Lietuvos krikščionių darbininkų sąjunga, LKDS). С 1944 года действовала в изгнании.
- Литовский союз сельских хозяев (лит. Ūkininkų sąjunga, Lietuvos ūkininkų sąjunga) (1919—1940). Политическая организация, представляющая интересы крестьян-землевладельцев. Активно участвовала в парламентских и муниципальных выборах как самостоятельно, так и в составе Христианско-демократического блока. Фактически прекратила деятельность с 1930 года, хотя и не была запрещена.
- Литовский крестьянский народный союз (лит. Lietuvos valstiečių liaudininkų sąjunga) (1922—1936). Основан в результате слияния Литовской социалистической народной демократической партии и Литовского крестьянского союза. Занимал леволиберальные позиции. Союз был одной из ведущих партий страны. Запрещён в 1936 году.
- Литовский национальный союз (лит. Lietuvių tautininkų sąjunga, LTS) (1924—1940). Создан в результате слияния Партии национального прогресса и Союза литовских землевладельцев. В 1926 году таутининки получили на выборах в Сейм всего три места, но в том же году после военного переворота пришли к власти, сформировав новое правительство при поддержке христианских демократов. Таутининки во главе с А. Сметоной оставались у власти до 1940 года, когда Литва была присоединена к Советскому Союзу.
- Литовский революционный социалистический максималистский союз (лит. Lietuvos socialistų revoliucionierių maksimalistų sąjunga, LSRMS) (1927—1944). Действовал незаконно, в основном среди интеллигенции. Члены союза в 1927 году участвовали в восстании против правительства А. Сметоны, а в 1929 году организовали покушение на премьер-министра А. Вольдемараса.

Также на территории Литвы действовали:
- Социал-демократия Королевства Польского и Литвы (лит. Lenkijos karalystės ir Lietuvos socialdemokratija, LKLSD) (1900—1918). Создана на 2-м съезде партии Социал-демократия Королевства Польского в результате объединения с интернационалистским крылом литовского рабочего движения.
- Коммунистическая партия (большевиков) Литвы и Беларуси (лит. Lietuvos ir Baltarusijos komunistų partija (bolševikai)) (1919—1920). Создана в результате объединения Коммунистических партий (большевиков) Белоруссии и Литвы после образования Литовско-Белорусской Советской Социалистической Республики (Литбела). Была правящей партией. В связи с оккупацией польскими войсками большей части территории Литвы и Белоруссии Литовско-Белорусская республика была распущена, а партия вновь разделена.
- Христианский социалистический рабочий союз (лит. Zasininkai — krikščionių socialistų darbininkų sąjunga, нем. Christlich Sozialistische Arbeitsgemeinschaft — CSA) (1933—1934). Немецкая пронацистская организация, действовавшая в Клайпедском районе. Лидер — пастор барон Теодор фон Сасс (лит. Teodoras Zasas, нем. Theodor von Sass). На выборах в городской совет в мае 1933 года союз получил половину мандатов. Деятельность была прекращена литовскими властями, руководство осуждено по обвинению в связях с Германией и организации вооружённого восстания с целью отделения Клайпедского района от Литвы.
- Социалистический национальный союз Мемельланда (лит. Klaipėdos krašto socialistinė tautos sąjunga, нем. Sozialistische Volksgemeinschaft des Memelgebiets — SOVOG) (1934—1935). Нацистская организация, действовавшая в Клайпедском районе, открыто занимавшая антилитовские позиции, вторая по численности и влиянию после Zasininkai. Лидер — Эрнст Нейман (нем. Ernst Neumann). Деятельность была прекращена литовскими властями, руководство осуждено по обвинению в связях с Германией и организации вооружённого восстания с целью отделения Клайпедского района от Литвы.